# Лолита Милявская
Лолита Марковна Милявская (на руски: Лоли́та Ма́рковна Миля́вская), с фамилия по рождение Горелик (Горе́лик), е руска поп певица, актриса, телевизионна водеща, режисьор и продуцент.
Лолита е носител на националната телевизионна награда „ТЭФИ-2007“ в номинацията „Водещ на токшоу“ за токшоу „Лолита. Без комплекси“ на „Първи канал“. Тя също е носител на музикални награди „Златен грамофон“, „Шансон на годината“, „Песен на годината“ и други.
От 1985 до 2000 г. тя е част от кабаре дуото „Академия“ с тогавашния си съпруг Александър Цекало.

## Дискография

### Студийни албуми
- 2000 – „Цветочки“
- 2003 – „Шоу разведённой женщины“
- 2005 – „Формат“
- 2007 – „Неформат“
- 2007 – „Ориентация Север“
- 2008 – „Фетиш“
- 2014 – „Анатомия“
- 2018 – „Раневская“